# Хенли, Дон
Дональд (Дон) Хью Хенли (англ. Donald Hugh Henley; 22 июля 1947, Гилмер, Техас) — американский кантри-рок-музыкант (автор песен, вокалист, ударник), среди многочисленных музыкальных и общественных проектов которого первое место занимает группа The Eagles.
В 2008 году журнал Rolling Stone назвал Хенли одним из 100 лучших певцов всех времён (№ 87 в 100 Greatest Singers).

## Биография
Родился 22 июля 1947 года в Гилмере (штат Техас, США). Хенли начал профессионально заниматься музыкой в 1970 году в составе калифорнийской команды Shiloh, которая работала с Кенни Роджерсом. В следующем году Хенли и Гленн Фрай гастролировали вместе с Линдой Ронстадт, а затем создали новую группу — The Eagles. Первая же написанная Хенли песня — «Witchy Woman» — дошла до лучшей десятки Billboard Hot 100
С течением времени значение Хенли в группе возрастало, и она стала устойчиво ассоциироваться с его хрипловатым вокалом. Вместе с Фраем он написал и исполнил самые известные хиты группы, включая «Desperado» и «Hotel California». В ноябре 1980 г. он был задержан полицией по обвинению в хранении наркотиков, после того, как находившейся с ним в гостиничном номере 16-летней проститутке стало плохо от кокаина.

## Сольная карьера
После фактического распада The Eagles Хенли записал дуэт со своей тогдашней подругой, Стиви Никс из Fleetwood Mac. Песня «Leather and Lace» стала хитом, и за ней последовал сольный альбом «I Can’t Stand Still», выпущенный с которого сингл «Dirty Laundry» достиг третьего места в поп-чартах Billboard Hot 100.
В 1984 году появился следующий альбом Хенли, «Building the Perfect Beast», который танцевальными мотивами и обилием синтезаторов сильно отличался от того, что записывали The Eagles. Этот шедевр «новой волны» разошёлся многомиллионным тиражом, а песни «All She Wants to Do Is Dance» и «The Boys of Summer» стали крупными хитами в радиоэфире, причём последняя принесла Хенли премию «Грэмми» за лучший мужской рок-вокал. Следующий альбом, «The End of the Innocence», был ещё более успешным и также был удостоен «Грэмми».
В начале 1990-х Хенли во многом отошёл от музыки (хотя время от времени появлялись его дуэты с Патти Смит (Patty Smyth из группы Scandal), Роджером Уотерсом и различными кантри-музыкантами), чтобы посвятить себя ряду общественных начинаний, включая сохранение наследия его любимого писателя, Генри Давида Торо. В 1995 году он сыграл пышную свадьбу с бывшей моделью Шэрон Самеролл (матерью его двух дочерей и сына) — на импровизированном концерте в честь этого события сыграли его друзья Брюс Спрингстин, Стинг, Билли Джоэл, Шерил Кроу и Тони Беннетт.

## Дискография
- См. Don Henley discography
- I Can't Stand Still (1982)
- Building the Perfect Beast (1984)
- The End of the Innocence (1989)
- Inside Job (2000)
- Cass County (2015)